# Corona de la reina madre Isabel

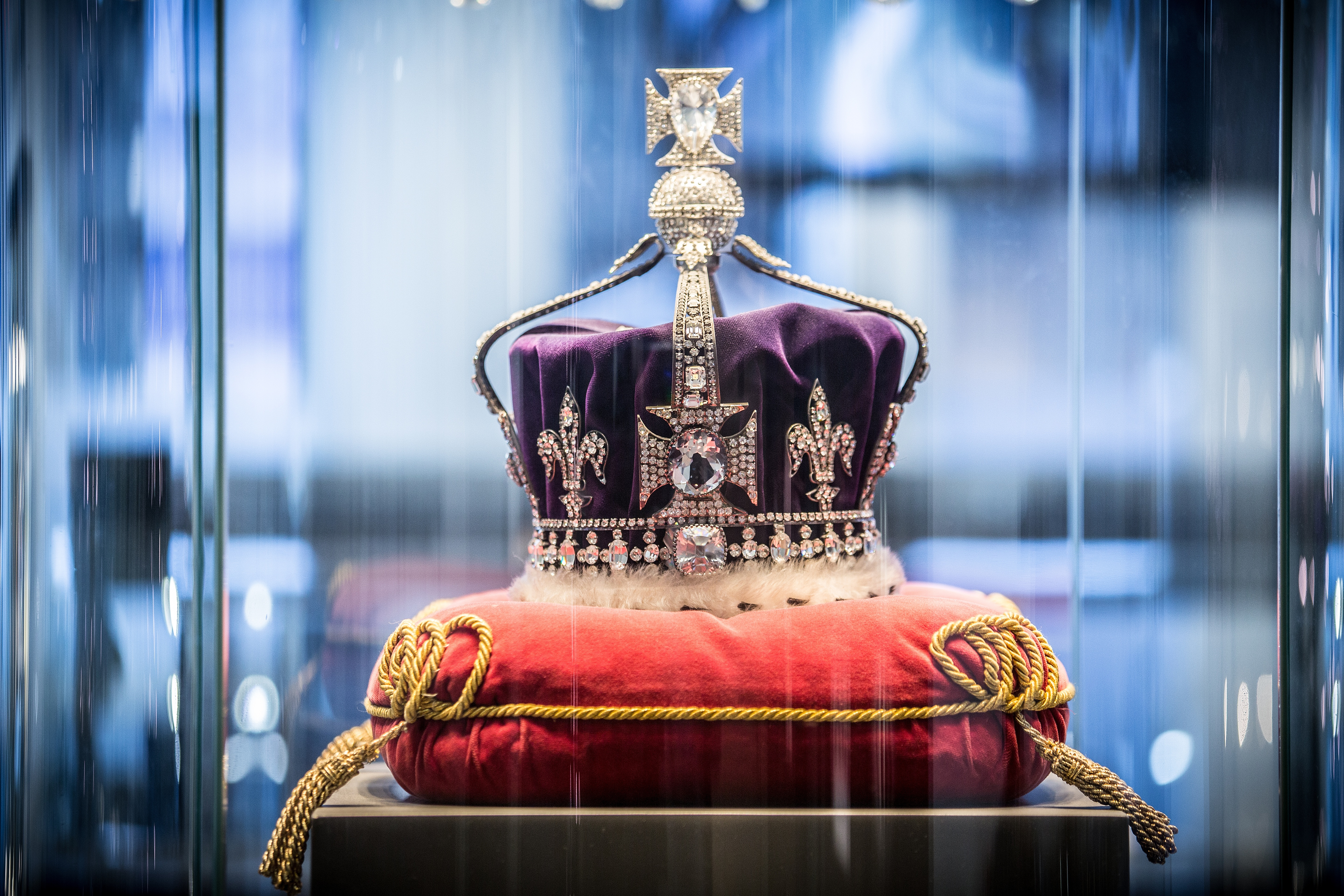
Réplica de la corona en la exhibición Royal Coster Diamonds de 2013

La corona de la reina madre Isabel, también conocida como la corona de la reina madre, es el tocado realizado para Isabel Bowes-Lyon con el fin de ser usado en la ceremonia de su coronación en 1937, y en la ceremonia de apertura del Parlamento del Reino Unido durante el reinado de su esposo, el rey Jorge VI. La corona fue realizada por Garrard & Co., el joyero real en ese momento, y está modelada en parte según el diseño de la corona de la reina María, aunque difiere al tener cuatro semiarcos en lugar de los ocho que tenía originalmente la corona en la que se inspiró. Al igual que con la corona de la Reina María, sus arcos son desmontables en las cruces patadas, lo que permite que se use como un circlet o corona abierta. Es la única corona para un rey o reina británico hecha de platino puro.

## Estilo

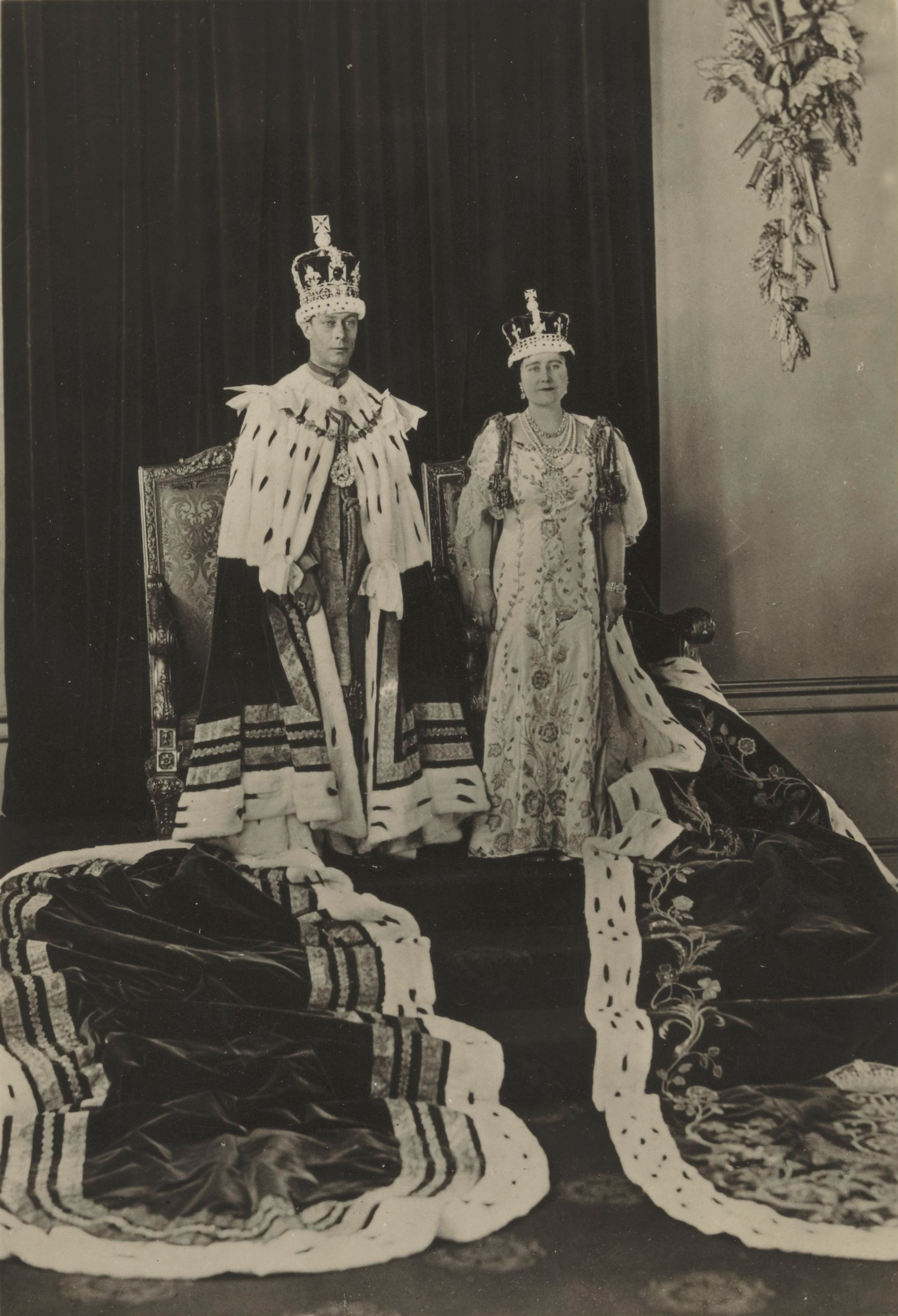
La reina madre Isabel luciendo su corona en una fotografía oficial de la coronación, 1937

La corona está decorada con unos 2800 diamantes, y en particular cuenta con el Koh-i-Noor de 105 quilates (21,0 g) dispuesto en medio de la cruz frontal, que fue adquirido por la Compañía Británica de las Indias Orientales después de la segunda guerra anglo-sij y entregado a la reina Victoria en 1851. También incluye un diamante turco de 17 quilates (3,4 g) que le regaló a la reina Victoria en 1856 Abdülmecid I, sultán del imperio otomano, como gesto de agradecimiento por el apoyo británico en la guerra de Crimea. El Koh-i-Noor pasó a formar parte de las Joyas de la Corona cuando pasó a manos de la Commonwealth tras la muerte de la reina Victoria en 1901. Se había montado sucesivamente en las coronas de Alejandra de Dinamarca y de la reina María antes de ser transferido a la corona de la reina madre. La mayoría de los demás diamantes provienen del círculo real de la reina Victoria.

## Uso
Tras la muerte del rey Jorge VI, la reina Isabel, conocida a partir de entonces como la reina madre, no lució la corona completa, sino que la lució sin los arcos a modo de diadema en la coronación de su hija, Isabel II, en 1953.
En su forma completa, se colocó sobre el ataúd de la reina madre para su velatorio y funeral en 2002.
La corona se exhibe públicamente junto con las demás Joyas de la Corona en la Casa de Joyas de la Torre de Londres..
En septiembre de 2022, se especuló que Camila del Reino Unido podría ser coronada con esta corona, aunque también se dijo que se podría usar una corona diferente debido a la controversia en torno al Koh-i-Noor, después de que el gobierno indio afirmara que el uso del diamante por parte de Camila evocaría "dolorosos recuerdos del pasado colonial". El 14 de febrero de 2023 se anunció que la reina Camila sería coronada con la corona de la reina María, sin el diamante Koh-i-Noor..

## Galería
|                                                                                |
| La reina madre Isabel aparece luciendo su corona en un sello australiano, 1938 |

|                                                                                          |
| La corona colocada sobre el ataúd de la reina madre durante su procesión fúnebre en 2002 |